# Vista Chino
A Vista Chino amerikai rockegyüttes. 2010-ben alakultak Los Angelesben. Heavy metal, stoner rock és desert rock műfajokban játszanak.

## Története
A zenekar 2010-ben alakult meg "Kyuss Lives!" néven. Nevéhez híven a kultikus Kyuss együttes tagjai alapították. Pár évvel megalakulásuk után kénytelenek voltak megváltoztatni a nevüket, ugyanis Josh Homme, a Kyuss alapító tagja és Scott Reeder basszusgitáros beperelte a tagokat a Kyuss Lives! név használata miatt. Az ügy bíróságra került, és a bíró Josh pártján állt. Így 2012-ben kénytelenek voltak megváltoztatni. A "Vista Chino" a tagok elmondása szerint egy utca a sivatagban, ahol élnek. Eddig egy nagylemezt jelentettek meg. Lemezkiadójuk a Napalm Records. John Garcia énekes 2013-ban kijelentette, hogy a Vista Chino "mindig is háromtagú zenekar lesz", de korábbi tagjukat, Nick Oliverit továbbra is tiszteletbeli tagnak tartja.

## Tagok
- John Garcia - éneklés (2010-)
- Bruno Fevery - gitár (2010-)
- Brant Bjork - dobok (2010-)

## Korábbi tagok
- Nick Oliveri - basszusgitár, háttér-éneklés (2010-2012)
- Billy Cordell - basszusgitár (2012)

## Diszkográfia
- Peace - stúdióalbum, 2013